# Dermot Hudson
Dermot Hudson (ur. 20 lipca 1961 w Hammersmith) – brytyjski aktywista popierający politykę Koreańskiej Republiki Ludowo-Demoktratycznej. 

## Życiorys
Absolwent Uniwersytetu w Winchesterze, przed emeryturą pracował jako urzędnik. Przewodniczący brytyjskiej grupy ds. studiów nad ideą Dżucze, przewodniczący Brytyjskiego Stowarzyszenia Przyjaźni Koreańskiej i prezes stowarzyszenia studiów nad polityką Songun w Wielkiej Brytanii.
Hudson 18 razy odwiedził KRLD, otrzymał także doktorat z nauk społeczno-politycznych od Koreańskiego Stowarzyszenia Naukowców Społecznych z siedzibą w Pjongjangu po złożeniu pracy zatytułowanej W obronie Songun. Dermot Hudson organizował także demonstracje mające na celu wspieranie KRLD, jak i seminaria poświęcone temu krajowi i jego polityce.

## Wybrana twórczość
Hudson napisał wiele książek tyczących się KRLD, jak i gloryfikujących ten kraj, między innymi:
- In Defence of Juche Korea!
- Travels In The Land Of Juche Korea
- Peoples Korea Smashes Counter-Revolution
- 10th Visit to the land of Juche, Peoples Korea October 2015
- The Great Conspiracy Against People’s Korea
- The Famine That Never Was – the Democratic People’s Republic of Korea in the ‘ Arduous March ‘ period The myth of famine in the DPRK exposed
- Victory of Juche Korea Is a Science
- In Defence of Songun
- Red Suns of Juche- Based Socialism

Występował w filmie dokumentalnym Kret W Korei, w krótkim filmie A friend of Kim, a także w północnokoreańskim krótkim dokumencie Confessions of a foreginer.
Dermot Hudson prowadzi także kanał SONGUN007 na portalu YouTube na którym regularnie publikuje treści związane z KRLD.